# 横河一郎
横河 一郎（よこがわ いちろう、1885年（明治18年） - 1938年（昭和13年）6月2日）は、日本の通信事業経営者、株式会社横河電機製作所（現・横河電機）初代取締役社長。
日本を代表する建築家である横河グループ創業者・横河民輔の甥。父の横河震八郎は横河橋梁製作所（現・横河ブリッジ）の取締役を務めた。

## 来歴
1885年（明治18年）生まれ。電機学校（現・東京電機大学）卒業後、逓信省電気試験所に入所。当時、建築の設計監督を行っていた叔父である横河民輔から電気が民間にも行渡る時代が到来することを予見した話を聞き、将来日本では電気計測器が必要であると考えた。
1912年（明治45年）民輔の勧めによりドイツに留学。1915年（大正4年）1月に第一次世界大戦悪化のため帰国。横河民輔の協力の下、青木晋と東京市渋谷町700番地（現・東京都渋谷区）に電気計器研究所を創設し、電気計器製造事業の開拓をはじめた。
当時、外国製電気計器が工場や研究所における信頼を独占する状況下での電気計器の開発の取り組みであったが、1917年（大正6年）最初の電流計、電圧計、電力計などの試作品の生産に成功する。
また、量産化のための製作費の引下げを研究し、並行的に指示電気計器の研究試作に力を注いだ。
1920年（大正9年）株式会社横河電機製作所（現・横河電機）と改称。専務取締役となる。1930年（昭和5年）ベルギー万国博覧会に電気計測器を出展し、名誉賞を受賞。1938年（昭和13年）横河電機初代社長に就任したが、同年没す。享年53歳だった。